# One Churchill Place
Le One Churchill Place est un gratte-ciel de la ville de Londres, en Angleterre.
Comportant 32 étages, haut de 156 m, c'est un des plus hauts gratte-ciel de la ville. Il est situé dans le quartier de Canary Wharf, dans les Docks. Le nom du bâtiment, One Churchill Place, vient de son adresse postale. C'est le siège de la Barclays Bank.
Le bâtiment a été conçu par la HOK International, et construit par les Canary Wharf Contractors. L'inauguration officielle a été faite en juin 2005.